# Vandellòs i l'Hospitalet de l'Infant
Vandellòs i l'Hospitalet de l'Infant är en kommun i Spanien.   Den ligger i provinsen Província de Tarragona och regionen Katalonien, i den östra delen av landet, 400 km öster om huvudstaden Madrid. Antalet invånare är 5 985. Arean är 103 kvadratkilometer. Vandellòs i l'Hospitalet de l'Infant gränsar till L'Ametlla de Mar, Tivissa, Pratdip och Mont-roig del Camp. 
Terrängen i Vandellòs i l'Hospitalet de l'Infant är kuperad åt nordväst, men åt sydost är den platt.